# Никола Колев (футболист)
Никола Пейчев Колев (роден на 6 юни 1995 г. в Търговище) е български футболист от Дунав (Русе). Продукт на Академия Литекс, играе като вътрешен халф, силният му крак е десният.

## Състезателна кариера
Започва да тренира футбол през 2004 г. в школата на Светкавица (Търговище). Първият му треньор е Галин Тодоров, а по-късно Диян Кирилов. През 2007 г. се явява на кастинга на Жилет за откриване на деца-таланти, в края на който е избран сред 5-те български млади футболисти измежду хиляди участници, които лично Христо Стоичков избира да се обучават една година в неговата школа в Испания. Участва в първенството на „Infantil“ от шампионата на „Виляфранка дел Пенедес“ (на испански: Vilafranca del Penedès), като отбелязва 23 гола в 35 мача. През 2008 г. се завръща в България и приема предложението на Литекс да продължи развитието си при „оранжевите“. Първият му треньор в Академия Литекс е бразилецът Жуел Перейра, а по-късно в различните формации на школата треньори още са му били специалисти като Димитър Здравчев, Ивайло Станев, Евгени Колев и Николай Димитров-Джаич. Състезава се за три години по-големите от старшата възраст с които става шампион на България в Елитна юношеска група до 19 години за сезон 2010/11. През 2011 г. отново със старшата възраст играе финал за Купата на БФС във Враца, загубен от Левски (София) с 1:2, като отбелязва гола за „оранжевите“.  Сребърен медалист от Републиканското първенство за деца (родени 1994 година) през 2009. Финала се играе в Правец, а Литекс губи с минималното 0:1 от Левски (София).  В края на 2011 г. е определен за „Футболист №1 на Академия Литекс за 2011 г.“. През зимната пауза на сезон 2011/12 Христо Стоичков го взима на предсезонната подготовка с първия отбор на лагерите в Свиленград, Сандански и Анталия в които младия юноша взима участие в почти всички контроли на Литекс. На 29 март 2012 г. на възраст 16 г. и 9 м. Никола Колев прави дебют в А група в мач срещу Левски (София), спечелен с минималното 1:0.

## Национален отбор
Първата си повиквателна получава през 2009 г. за формацията, родени 1994 г. от старши треньора Ферарио Спасов. Има записани мачове срещу Израел, Гърция, Хърватия. Капитан е на националния отбор, родени 1995 г. с треньор Александър Димитров. Има записани мачове срещу връстниците си от Испания, Румъния и на два пъти срещу Албания. Участва в квалификациите за европейско първенство за юноши до 17 години в група с отборите на Германия, Португалия и Турция.

## Успехи
- Шампион на България при юноши старша възраст до 19 г. – 2010/11